# Dâmbureni, Alba
Dâmbureni este un sat în comuna Bistra din județul Alba, Transilvania, România.